# 大谷焼
大谷焼（おおたにやき）は、徳島県鳴門市大麻町大谷で作られる炻器である。

## 歴史
文化財に指定されている「黒焼き物由来記」などの記述によると大谷焼の陶祖は豊後国（大分県）の文右衛門で1780年（安永9年）頃のことという。四国八十八ヵ所霊場に来た焼き物細工師の納田文右衛門が親子5人連れで大谷村山田の里（現在の大麻町大谷）に来て、はじめて轆轤細工を披露し、時の庄屋・森是助が素焼窯を築いて蟹ヶ谷の赤土で作った火消壷等の雑器類を焼いたことが始まりといわれる。鳴門市の東林院には文右衛門の墓として窯業関係者の間で大切にされてきた墓があるが、大谷焼研究家の豊田進の調査によって萬七の墓であることがわかり、大谷焼の陶祖は萬七であることが判明している（萬七と文右衛門が同一人物かは分かっていない）。
寝轆轤と呼ばれる独特の轆轤を用いて制作される大甕で知られる。寝轆轤は相手が寝ながら足を用いて回す仕掛けで基本的に大甕作りは二人の呼吸が合っていないと作れない。なお、この大甕は阿波地方の特産である藍染めに欠かせない道具であり、藍甕と呼ばれる。
大谷焼は元々、染付磁器が焼かれていた。だが、経営悪化で僅か3年で藩窯は廃窯となり、1784年（天明4年）に藍商人であった賀屋文五郎らの手によって再興、信楽（滋賀県）の陶工の協力もあって藍染の需要に見合った大甕を焼くことになったのである。
明治に入ると化学染料の開発、生活様式の変化に伴い、藍甕の需要は激減、不振に陥った。それでも脈々と大甕作りは続けられ、今日に至っている。また、現在は壺、皿、徳利、片口、茶器などといった小物を焼いている窯も見られる。
2003年（平成15年）9月に経済産業大臣指定伝統的工芸品に指定された。
2015年に大谷焼の新しい試みとして東京ビッグサイトにて開催されたAnimeJapan 2015にて人気アニメFate/stay night×大谷焼でコラボ作品制作。開場わずか一時間で販売予定個数が完売するなど話題を集めた。また同年暮れにも幕張メッセで開催された人気アニメアイドルマスター シンデレラガールズの２ndSEAsonキービジュアルをイメージに大谷焼for346PRODUCTIONのコラボ作品を制作。ANIPLEXより期間限定完全受注生産にて発売された。